# شاهرخ رامین
شاهرخ رامین (زادهٔ ۱۳۴۶ در تهران) سیاستمدار ایرانی و نماینده حوزه انتخابیه دماوند و فیروزکوه در دوره‌های هشتم و دوازدهم مجلس شورای اسلامی است.

## انتخابات دوازدهمین دوره مجلس شورای اسلامی
پس از پایان فرآیند شمارش آرا در حوزه انتخابیه شهرستان‌های دماوند و فیروزکوه، «شاهرخ رامین» توانست با کسب اکثریت آرا، راهی خانه ملت شود. وی در فهرست شورای ائتلاف نیروهای انقلاب اسلامی حضور داشت.